# Зубець Анатолій Михайлович
Анато́лій Миха́йлович Зубець (* 1 вересня 1952, хутір Тетерівський Київської області — тепер затоплений Київським водосховищем) — український майстер по роботі з поліграфічним устаткуванням.

## Життєпис
В 1967—1970 роках навчався в київському МПТУ-6.
З 1970 року працював лінотипістом Київського поліграфічного комбінату, в 1974—1994 — складач на машинах Головного підприємства «Поліграфкнига», з 1994 року працює технологом комп'ютерної дільниці друкарні при КМ України.
Лауреат Шевченківської премії 1983 року — спільно з В. Бойком, Р. Ліпатовим, Г. Кузнецовим, Є. Матвєєвим, Ю. Новиковим, М. Шевченком та М. Хоменком — «за впровадження нових принципів конструювання, оформлення та поліграфічного виконання творів класиків марксизму-ленінізму та видатних діячів комуністичного і робітничого руху: К. Маркса „Капітал“; „Громадянська війна у Франції“; Г. Димитрова „І все-таки вона крутиться…“».

## Джерело
- Шевченківський комітет [Архівовано 23 вересня 2016 у Wayback Machine.]